# Pancatalanisme

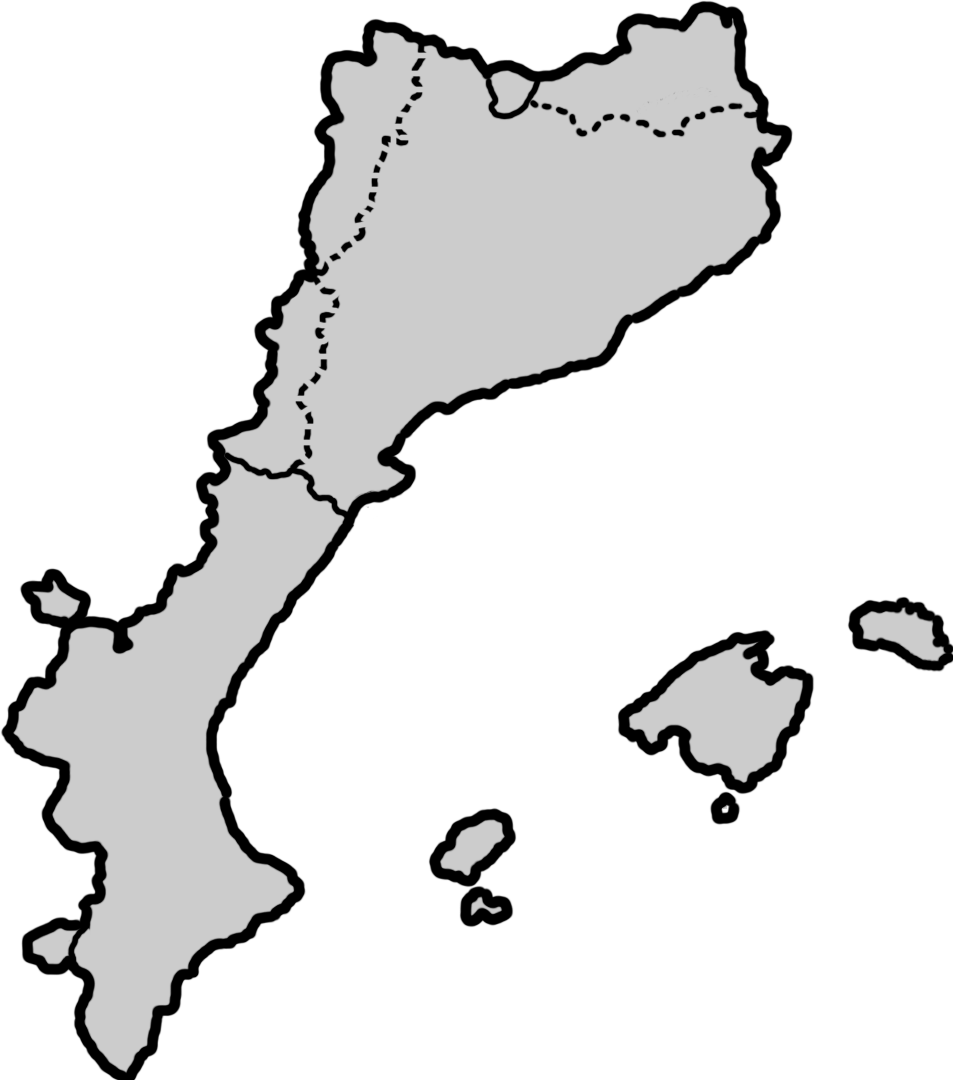
Límits dels Països Catalans amb Catalunya, el País Valencià i les Illes.

El pancatalanisme és una doctrina que propugna la unió política dels Països Catalans.
També utilitzen el terme, majoritàriament de forma despectiva, alguns espanyolistes per a designar els grups que pretenen la unió política de Catalunya, el País Valencià i les Illes Balears per la qual cosa la majoria de grups catalanistes rebutgen aquesta denominació, tant per les connotacions negatives que precisament volen imprimir-hi llurs crítics com per l'escàs ús del terme en l'actualitat. Des de la dècada de 1930 s'ha utilitzat el terme pancatalanisme o s'utilitzaria aquest com un instrument per desacreditar el conjunt del nacionalisme valencià i del mallorquinisme, que en cas valencià, i a partir de la batalla de València s'utilitzarà també contra els partidaris de la unitat de la llengua catalana.
Actualment és representat políticament per la Candidatura d'Unitat Popular i per Esquerra Republicana. També es representada per altres organitzacions que no es presenten normalment a les convocatòries electorals com Poble Lliure, Endavant, la Forja, Arran, Jovent Republicà i Nosaltres Sols!.

## Origen
La concepció més o menys unitària del domini lingüístic català, almenys en el camp lingüístico-cultural, havia estat prou comuna almenys a partir de la Renaixença (Marià Aguiló, Antoni de Bofarull, Teodor Llorente). Quant al terme pancatalanisme pròpiament dit, fou encunyat per Josep Pijoan i Soteras i aparegué en un article a La Renaixensa el 1899, tingué un primer teoritzador en Alfons Maseras i Galtés, qui en 1915 publicà Pancatalanisme. Tesis per a servir de fonament a una doctrina i anà adquirint contingut polític progressivament. La creació de Nostra Parla el 1916 junt a la secció mallorquina el 1918 i la secció valenciana el maig del mateix any impulsaria l'ideari pancatalanista a tots els Països Catalans. El valencianisme de la dècada dels 30 defensava l'agermanament amb la resta de terres de parla catalana com així es feia per part del catalanisme d'Antoni Rovira i Virgili. Entre els precursors del pancatalanisme al País Valencià, trobem a Eduard Martínez i Ferrando i el text Síntesi del criteri valencianista, però també textos de Miquel Duran i Tortajada o Carles Salvador i Gimeno, si bé estes idees tindran major difusió des d'Acció Cultural Valenciana, associació de caràcter transversal i origen universitari que no reconeixia a Catalunya o País Valencià com a nacions per separat, sinó unides. A la seua publicació, Acció Valenciana, hi ha textos a favor d'una nacionalitat catalana integrada per estats federats del País Valencià, Catalunya i Illes Balears, considerant que el poble valencià constituïa una forta personalitat dins d'aquell conjunt, i que esta forta personalitat donava dret a constituir un estat sobirà diferenciat del de Catalunya, anomenat Estat Valencià. Tanmateix, cap d'estes propostes tenia caràcter de ruptura amb la integritat territorial de l'Estat espanyol, en tant que no hi hagué propostes de caràcter independentista. Al valencianisme dels anys 1930 i anterior, les idees filocatalanistes no impliquen, excepte aquestes excepcions, una idea embrionària de Països Catalans, sinó la consideració de Catalunya com a referència política pels seus èxits polítics en comparació als del valencianisme polític.

## Joan Fuster

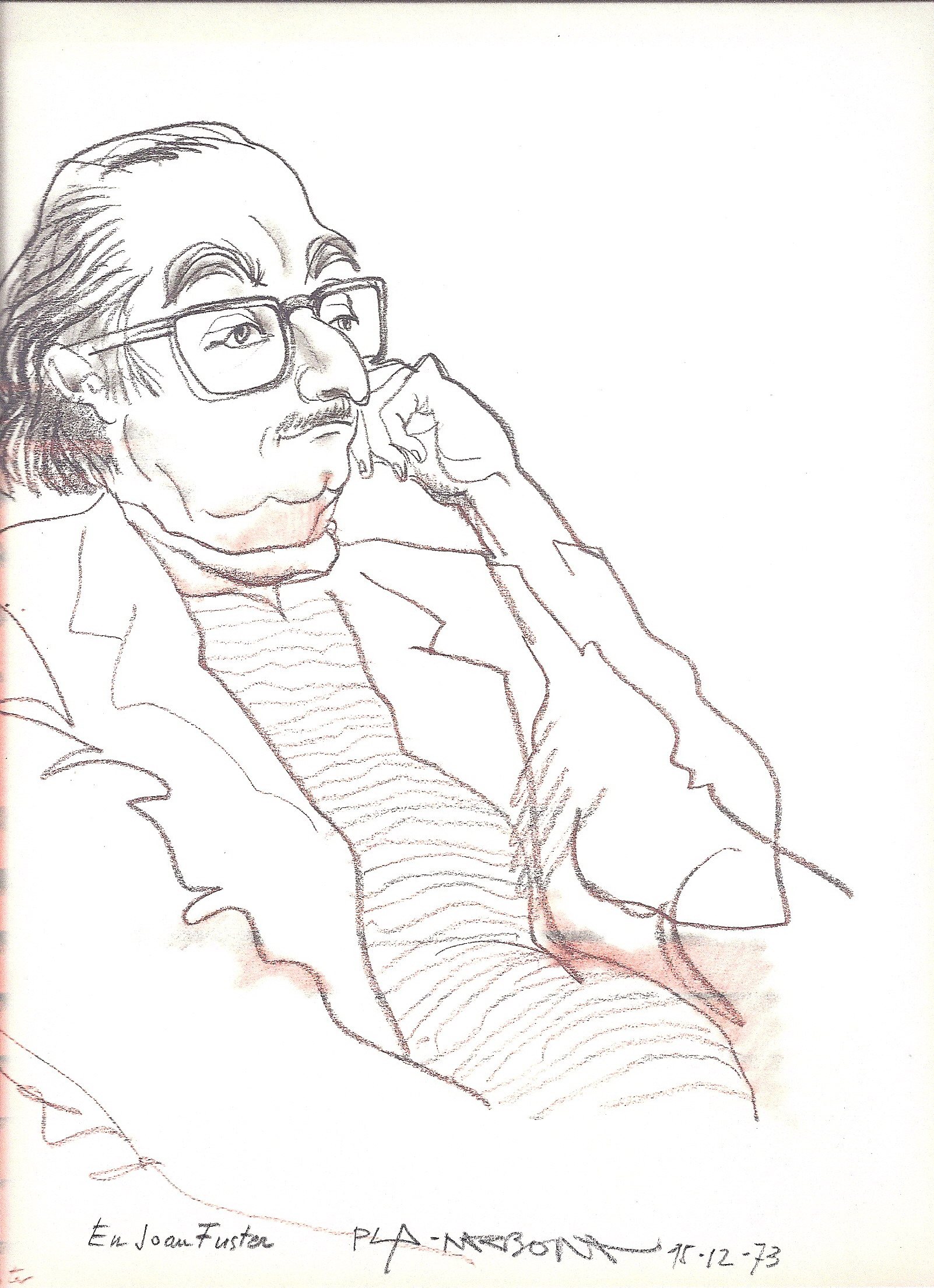
Caricatura de Joan Fuster.

Joan Fuster entra en contacte amb els cercles literaris catalans i valencians mitjançant el Grup Torre, cercle literari que, tot i la seua importància en la represa de la literatura en valencià als anys 1940 i 50, tenia una posició testimonial en la societat valenciana del franquisme.

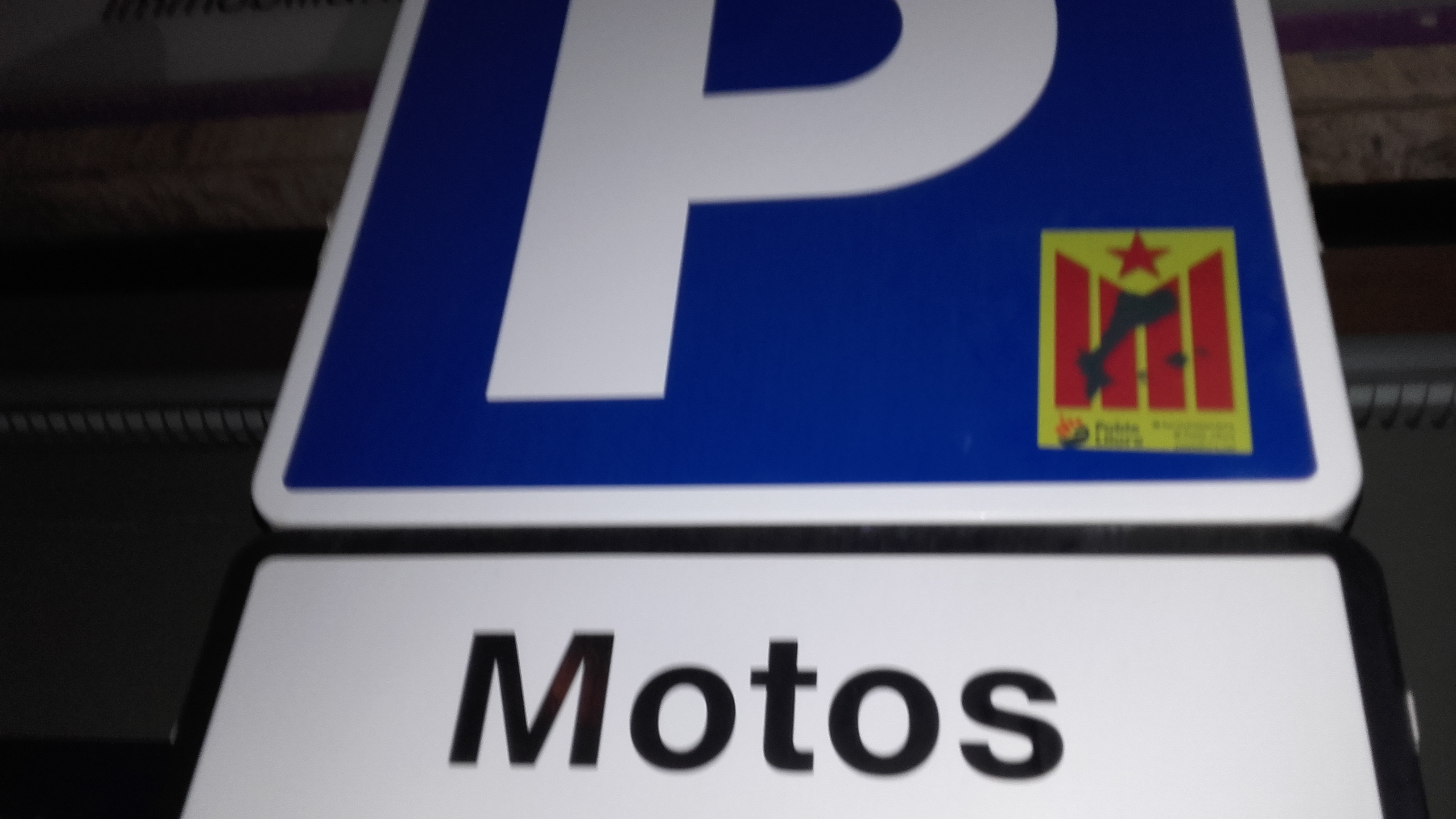
Adhesiu del partit Poble Lliure, adherit a la CUP.

En 1954 Joan Fuster accedeix al nucli dur de la intel·lectualitat clandestina en llengua catalana, presentant la seua idea de Països Catalans als cercles catalanistes de Barcelona, amb molt bona acollida. Anteriorment, però, ja havia introduït el concepte en publicacions de l'exili català a Mèxic, especialment a un text anomenat València en la integració de Catalunya. En 1955 publica Antologia de la poesia valenciana a l'editorial selecta de Barcelona, sent un dels primers textos on utilitza l'expressió Països Catalans, escrit amb l'estàndard oriental del català.
Entre el final del franquisme i 1977 ens trobem en el període de major debat al voltant del concepte de Països Catalans, si bé des de 1975 les forces polítiques valencianistes, com el PSPV, trencaran parcialment amb alguns dels plantejaments de Fuster, com la inclusió de les comarques castellanoparlants en un plantejament de la "valencianitat" que posarà més èmfasi en la realitat valenciana.

## Plasmació política

L'Estelada dissenyada pel PSAN, és utilitzada pels partidaris dels Països Catalans.

En 1969 sorgeix, com a escissió juvenil del FNC, el PSAN, el que seria el màxim representant de la defensa dels Països Catalans com a nació existent. Des de la dècada de 1970, esta formació ha tingut presència a una part dels Països Catalans, encara que de manera molt desigual tant geogràficament com en el temps. Tot i això, la seua influència en el conjunt d'organitzacions de l'Esquerra Independentista i els militants d'aquestes, ha fet que posteriorment altres organitzacions assumiren el concepte polític, i no només cultural, de Països Catalans. Posteriorment tant ERC el 1991 com Junts el 2020 adoptaren el terme nacional dels Països Catalans. Aquest darrer però no utilitza sovint el terme de Països Catalans i no té cap implimentació al territori més enllà del Principat de Catalunya.
Al País Valencià també va influir, en el seu moment, a dos dels partits fundadors de la Unitat del Poble Valencià (UPV), l'Agrupament d'Esquerra del País Valencià i Esquerra Unida del País Valencià, així com al PSM, l'organització més important dins el mallorquinisme durant la Transició i Nacionalistes d'Esquerres que tenia implantació a Catalunya.
Posteriorment seria Esquerra Republicana durant la dècada dels noranta qui assumiria tota la nació, els Països Catalans, com a àmbit d'actuació directa i s'implantaria a tot el territori.
En iniciar-se el segle xxi també apareixeria la Candidatura d'Unitat Popular (CUP) que té en la defensa dels Països Catalans uns dels seus eixos bàsics.